# Gedung Agung (Kota Agung)
Gedung Agung is een bestuurslaag in het regentschap Lahat van de provincie Zuid-Sumatra, Indonesië. Gedung Agung telt 495 inwoners (volkstelling 2010).